# Neocordulia volxemi
Neocordulia volxemi är en trollsländeart som först beskrevs av Selys 1874.  Neocordulia volxemi ingår i släktet Neocordulia och familjen skimmertrollsländor. IUCN kategoriserar arten globalt som otillräckligt studerad. Inga underarter finns listade i Catalogue of Life.